# Forêt provinciale de Sandilands
La Forêt provinciale de Sandilands est située dans le sud-est de la province du Manitoba au Canada. 
La forêt provinciale de Sandilands a une superficie de plusieurs milliers d'hectares de dunes, forêts et regorge de zones humides.
À l'époque glaciaire, cet espace boisé du bouclier canadien, était couvert de glaciers qui, en se retirant, ont laissé derrière eux, des moraines, des collines et de vastes quantités de sable.
Cet espace boisé a été inscrit aux registres des forêts provinciales canadiennes, ces dernières ont été conçues avant tout comme une source d'approvisionnement en bois durable pour l'exploitation forestière. Aujourd'hui, quinze espaces boisés sont désignés "forêts provinciales" au Manitoba, totalisant près de 22 000 km2. Ces forêts sont gérées pour divers usages économiques, environnementaux, sociaux et culturels.
Cette forêt protégée est un lieu de loisirs où la population se rend pour la randonnée, la chasse et le camping. La municipalité de La Broquerie est le village le plus proche de cette forêt provinciale de Sandilands.